# Быланы
Быланы (чеш. Bylany) — поселение эпохи неолита, характерное для дунайских культур. Расположено примерно в 65 км к востоку от Праги в Чехии. Раскопки начались в 1956 году и продолжаются до настоящего времени.
Территория поселения занимает около 6500 квадратных метров. Впервые оно было заселено в 5 тыс. до н. э. Археологи обнаружили останки нескольких длинных домов, которые изредка строились поверх друг друга. Всего обнаружено около 130 домов, относящихся к 25 различным стадиям существования селения, каждая из которых длилась около 20 лет; в свою очередь, дома группировались как минимум в 3 различных зонах. Таким образом, в один и тот же период могли одновременно существовать около 10 длинных домов. Кроме того, установлено как минимум 4 периода, когда селение было заброшено (по крайней мере, эти периоды не представлены ни одной находкой). С данным селением связывают два найденных здесь же земляных круглых канавы.
Быланы сыграли важную роль в датировке культуры линейно-ленточной керамики, поскольку здесь обнаружено около 100 тыс. фрагментов керамики.